# Пажитниця рясноцвіта
Пажитниця рясноцвіта, пажитниця багатоквіткова (Lolium multiflorum) — вид рослин родини тонконогові (Poaceae). Вид родом від Середземномор'я до Гімалаїв; натуралізований у Канаді й США.

## Опис
Однорічна або дворічна рослина 20–65(100) см завдовжки; стебла прямостійні або висхідні можуть бути лежачими при основі, гладкі або шорсткуваті під суцвіттям. Лігула 1–2 мм завдовжки. Листові пластини лінійні, 6–26 x 0.4–1 см, нижня поверхня гладка а верхня поверхня шорсткувата.
Нижня квіткова луска верхніх квіток в колоску зазвичай з остюком 2–5(12) мм довжиною (рідко без ості). Колосся з віссю, шорсткою тільки на головних ребрах. Зернівка 3–3.5 мм завдовжки, у 3 рази більша в довжину, ніж ушир. Пиляки 3–4.5 мм завдовжки. 2n = 14.

## Поширення
Вид родом від Середземномор'я до Гімалаїв; натуралізований у Канаді й США.
В Україні зростає біля доріг, на засмічених місцях в населених пунктах, садах і парках, як інтродукований — у лісових і лісостепових районах та пд. Криму, зрідка. Кормова, газонна трава.

## Галерея

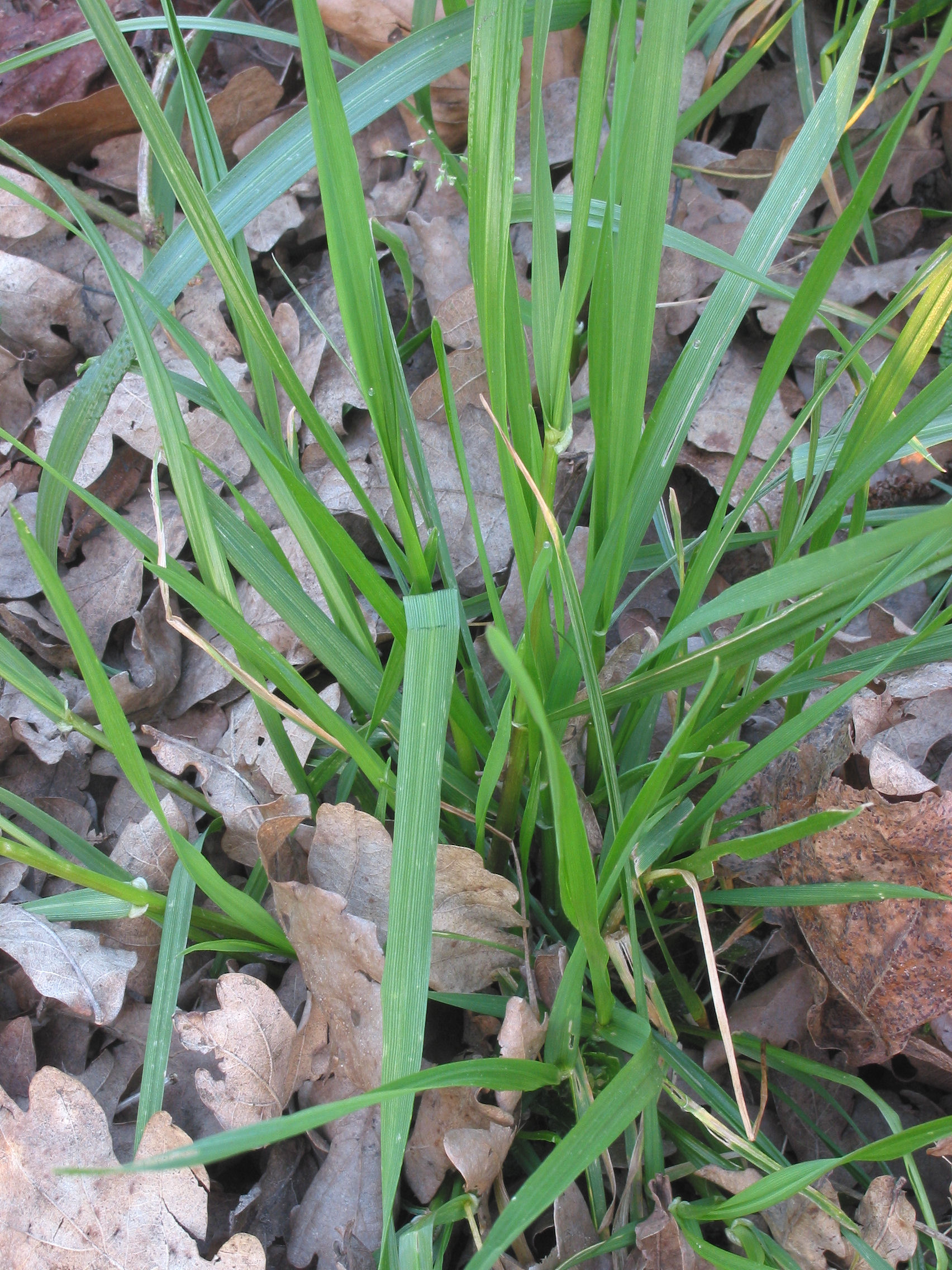
рослина
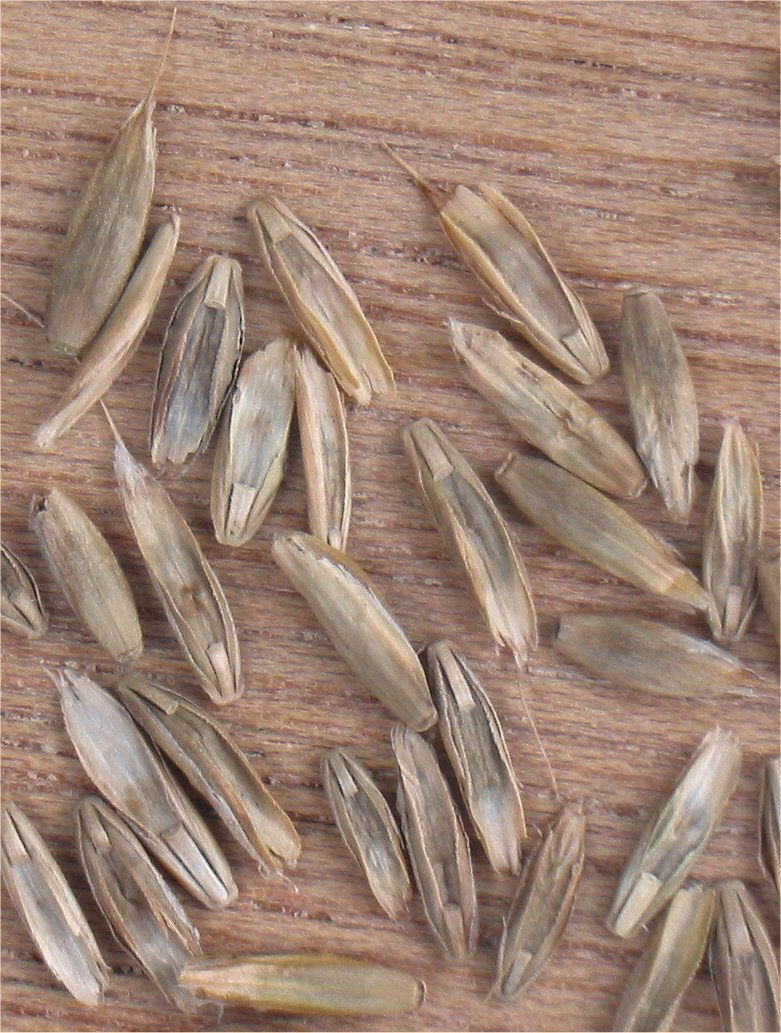
плоди
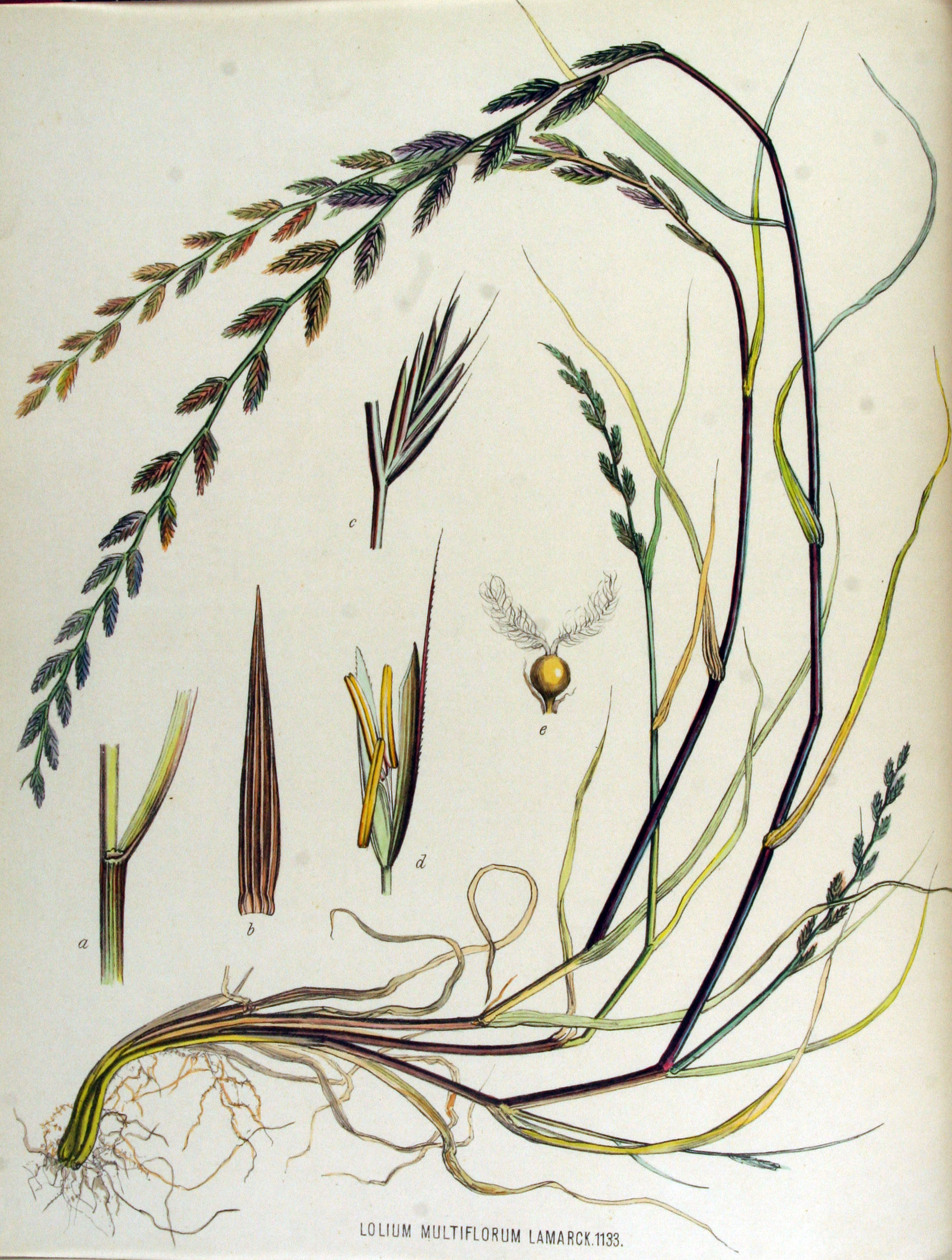
ілюстрація